# ۲۳ مرداد
۲۳ مرداد صد و چهل و هفتمین روز از سال در گاه شماری خورشیدی است. به پایان سال ۲۱۸ روز (۲۱۹ روز در سال کبیسه) مانده‌است.

## رویدادها
- ۱۳۵۰ - جدا شدن بحرین از ایران
- ۱۳۵۸ - آغاز نبرد پاوه
- ۱۳۶۴ - عملیات کوچک عاشورای ۱ در منطقه تکاب در شمال کردستان توسط سپاه پاسداران
- ۱۳۶۹ ‐ ارسال نامه «صدام حسین» حاکم عراق به «هاشمی رفسنجانی» رئیس‌جمهور ایران
- ۱۳۸۴ - معرفی کابینه پیشنهادی دولت نهم به مجلس شورای اسلامی
- ۱۳۸۷ - رقابت ۲۳ مرداد ۱۳۸۷ تیم ملی فوتبال ایران با تیم ملی فوتبال سوریه در مسابقات فوتبال غرب آسیا ۲۰۰۸
- ۱۳۹۷ - آغاز جام حذفی فوتبال ایران ۹۸–۱۳۹۷

## زادروزها
- ۱۳۲۳ - علی حاتمی، کارگردان
- ۱۳۴۶ - خشایار الوند، کارگردان و فیلمنامه نویس
- ۱۳۶۸ - سعید روستایی، کارگردان

## مرگ‌ها
- ١٢٨٢ - میرزا محمود خان بروجردی ملقب به حکیم الملک وزیر دربار ایران در دوره مظفرالدین شاه قاجار
- ۱۳۱۵ - محمدحسین نائینی از مراجع تقلید و نویسنده تنبیه‌الامه و تنزیه‌المله
- ۱۳۶۸- سید عبدالله ضیایی‌نیا نماینده مجلس خبرگان
- ۱۳۷۶ - ناصر فرهنگ‌فر، نوازنده تنبک
- ۱۳۸۹ - حمید آرش‌آزاد، شاعر، نویسنده و طنزپرداز ترک‌زبان ایرانی
- ۱۳۹۷ - محمد عبادی، دوبلور
- ۱۳۹۸ - غلامعلی بسکی، پزشک و هوادار محیط زیست
- ۱۴۰۰ - منوچهر افسری، بازیگر